# Fabian Wegmann

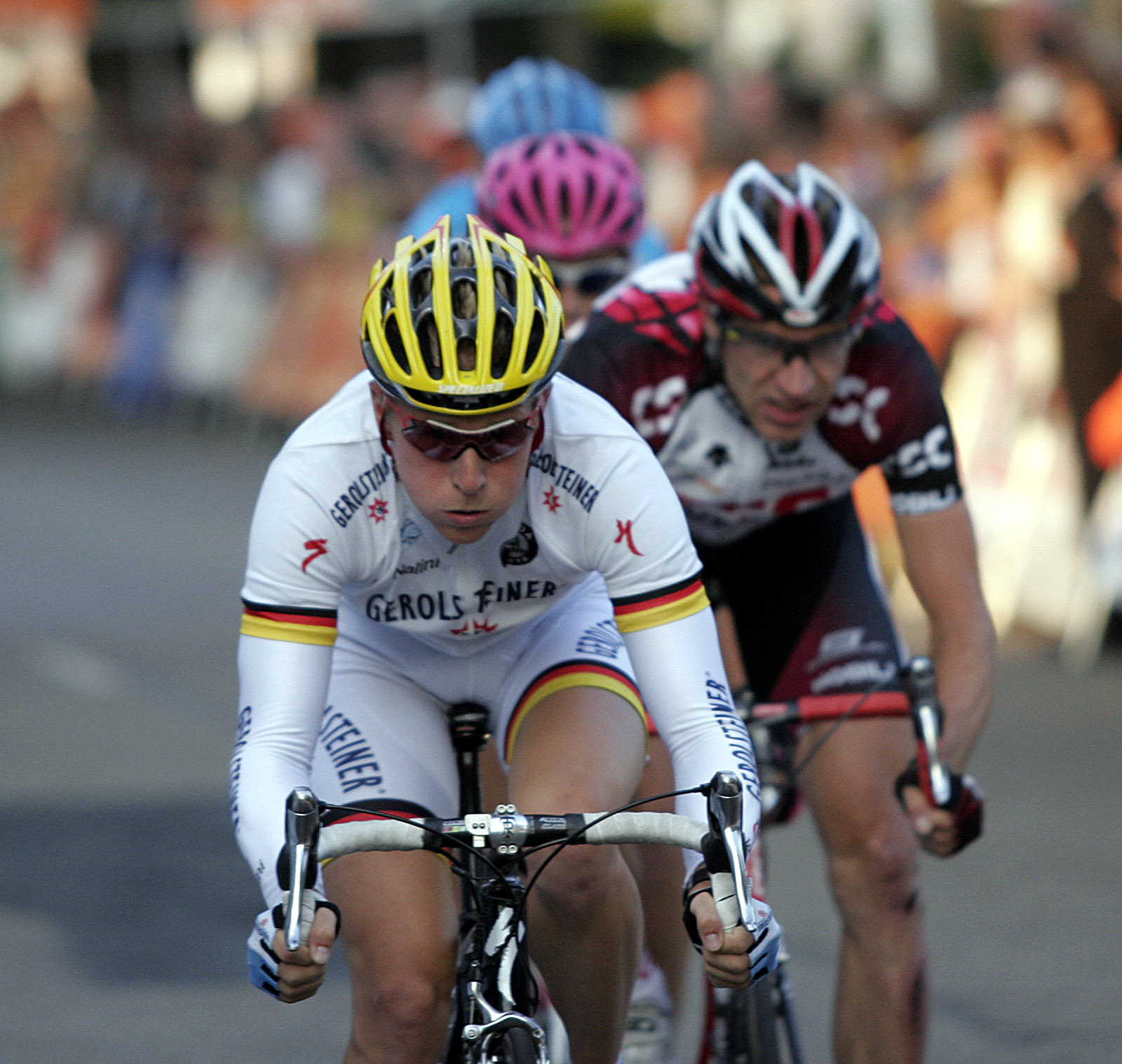
Wegmann am 2. August 2007 beim Entega Grand Prix in Lorsch mit Jens Voigt in der Verfolgung

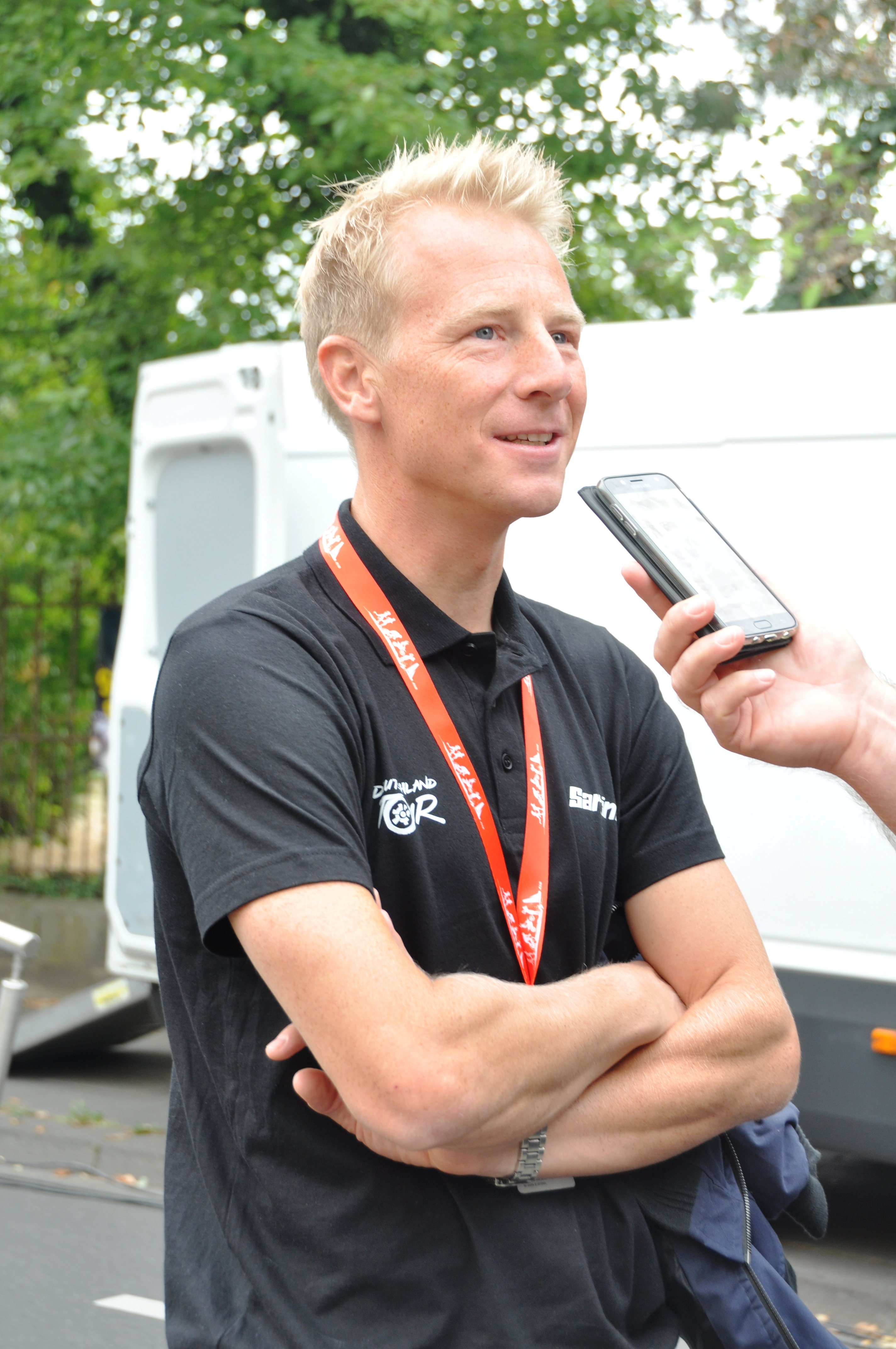
Wegmann als Sportlicher Leiter der Deutschland Tour 2018 im Interview

Fabian Wegmann (* 20. Juni 1980 in Münster) ist ein ehemaliger deutscher Radrennfahrer.

## Sportliche Karriere

### 2001–2003
Nachdem Wegmann im Jahr 2001 deutscher Straßenmeister der U23 wurde, schloss er sich zur Saison 2002 dem Team Gerolsteiner an. Im Jahr 2003 gewann er für diese Mannschaft mit der Sachsen-Tour seinen ersten internationalen Wettbewerb.

### 2004
2004 gewann Wegmann beim Giro d’Italia als erster Deutscher die Bergwertung. Er ist damit auch bis heute der einzige Deutsche der bei einer der Grand Tours die Bergwertung gewinnen konnte (Stand: Juli 2025). Nach der Bronzemedaille bei den deutschen Meisterschaften in Freiburg startete er erstmals bei der Tour de France, musste die Rundfahrt aber auf der 13. Etappe in den Pyrenäen aufgeben. Im August gewann er den italienischen Halbklassiker Tre Valli Varesine.

### 2005
Nach seinem Sieg beim GP Schwarzwald startete Wegmann bei der Tour de France 2005, bei der er auf der 7. Etappe nach einer 150 Kilometer langen Soloflucht das Gepunktete Trikot und die rote Rückennummer des kämpferischsten Fahrers eroberte. Er gewann im folgenden September den Barclay's Global Investors Grand Prix sowie eine Etappe der Polen-Rundfahrt, womit ihm sein erster Erfolg in einem ProTour-Rennen gelang.

### 2006
Im Jahr 2006 wurde Wegmann nachträglich aufgrund der Disqualifikation von George Hincapie Etappensieger der Kalifornien-Rundfahrt. Er gewann das spanische Eintagesrennen GP Miguel Indurain und die erste Etappe des Critérium du Dauphiné Libéré. Außerdem schaffte er es als erster Deutscher mit einem dritten Platz auf das Podium des Giro di Lombardia.

### 2007–2008
In den Jahren 2007 und 2008 wurde Wegmann Deutscher Straßenmeister. Außerdem wiederholte er 2007 seinen Erfolg beim GP Miguel Indurain.

### 2009–2010
Nach Auflösung des Team Gerolsteiner fuhr Wegmann 2009 und 2010 für das Team Milram. In diesen Jahren gewann er zweimal das Frankfurter Traditionsrennen, welches 2009 Eschborn–Frankfurt City Loop und 2010 Rund um den Finanzplatz Eschborn-Frankfurt 2010 hieß.

### 2011–2016
Ende des Saison 2010 wurde auch das Team Milram aufgelöst. Wegmann fuhr anschließend für Leopard Trek und schloss sich 2012 dem Team Garmin-Cervélo an und wurde ein drittes Mal Deutscher Straßenmeister. Nach drei Saisons bei Garmin fuhr er 2015 für Cult Energy Pro Cycling und 2016 für Stölting Service Group ohne besondere Erfolge zu erzielen.
Nachdem Wegmann für die Saison 2017 nur zwei Vertragsangebote unterklassiger Mannschaften erhalten hatte, erklärte er im Dezember 2016 seinen Rücktritt zum Ende der Saison.

## Berufliches
Nach seinem Rücktritt vom aktiven Radsport wurde Wegmann in verschiedenen Funktionen für den Radsport tätig. Er ist als Rennleiter für verschiedene Rennen wie den Sparkassen Münsterland GIRO in seiner Heimatstadt, für Eschborn–Frankfurt und für die Deutschland Tour sowie als Fernsehkommentator tätig. Seit 2024 ist er ebenfalls Renndirektor der Cyclassics Hamburg.

## Familie
Fabian Wegmanns älterer Bruder Christian ist ebenfalls ehemaliger Radrennfahrer.

## Erfolge
| 2003 - Gesamtwertung und eine Etappe Sachsen-Tour - GP Citta di Rio Saliceto e Correggio 2004 - Bergwertung Giro d’Italia - Tre Valli Varesine 2005 - GP Schwarzwald - Barclay's Global Investors Grand Prix - eine Etappe Polen-Rundfahrt 2006 - eine Etappe Kalifornien-Rundfahrt - GP Miguel Induráin - eine Etappe Dauphiné Libéré | 2007 - Deutscher Meister – Straßenrennen - Rund um die Nürnberger Altstadt 2008 - GP Miguel Induráin - Deutscher Meister – Straßenrennen 2009 - Eschborn-Frankfurt City Loop - Internationale Deutsche Meisterschaft 2010 - Rund um den Finanzplatz Eschborn-Frankfurt 2012 - Deutscher Meister – Straßenrennen |

## Grand Tours-Platzierungen
| Grand Tour            | 2004 | 2005 | 2006 | 2007 | 2008 | 2009 | 2010 | 2011 | 2012 | 2013 | 2014 |
| --------------------- | ---- | ---- | ---- | ---- | ---- | ---- | ---- | ---- | ---- | ---- | ---- |
| Giro d’ItaliaGiro     | 36   | –    | –    | –    | –    | –    | DNF  | DNF  | –    | –    | DNF  |
| Tour de FranceTour    | DNF  | 79   | 68   | 60   | DNF  | 137  | 119  | –    | –    | –    | –    |
| Vuelta a EspañaVuelta | –    | –    | –    | –    | –    | –    | –    | –    | –    | –    | –    |